# Антіох I Сотер
Антіох I Сотер (дав.-гр. Αντίοχος Α΄ Σωτήρ), (бл. 324/323 — бл. 262/261 до н. е.) — другий басилевсдержави Селевкідів у 281 — 261 до н. е. Син Селевка І Нікатора та його іранської дружини Апами І, дочки бактрійського воєначальника Спітамена. За своє тривале правління Антіох (близько 33 років, включаючи час його співправительства) намагався консолідувати та стримати захоплені території його батьком.

## Життєпис
Командував кіннотою у війську батька, Селевка I, в битві при Іпсі (301 до н. е.).
Близько 294/293 р. до н.е. Селевк дав Антіоху титул басилевса, і зробив його правителем Вавилонії та Верхніх Сатрапій. В цих роках, щоб ще більше закріпити спадкоємність, Антіох одружився зі Стратонікою, дочкою Деметрія І Поліоркета та колишньою дружиною, його батька, з якою Селевк I розлучився, дізнавшись від Ерасистрата, придворного лікаря, що син закоханий у неї до нестями. Ця подія, яка була представлена в літературі як зворушлива історія кохання. Діючи з Вавилонії, Антіох провів наступне десятиліття, консолідуючи та організовуючи придбання Селевка на Сході, поки його батько консолідував та далі розширював західну частину імперії. Антіох побудував укріплені міста для контролю основних шляхів та іригаційних споруд в Ірані та Бактрії, а також відправив експедицію під командуванням генерала Демодама з Мілета через річку Сирдар'ю до внутрішньої Азії. Обриси масивних укріплень, які він збудував в оазисі Мерв – Александрія в Маргіані, впевнено перейменована на Антіохію в Маргіані «на честь себе» – видно й сьогодні. Його діяльність як співправителя також засвідчена в низці клинописних документів з Вавилону, в яких його називають mar sharri, «кронпринц». Добрі стосунки з вавилонськими містами продовжували характеризувати його правління, коли він став єдиним царем.
Коли Антіох успадкував престол від свого батька, якого вбив Птолемей Керавн, він зібрав армію для війни з вбивцею. Після перемоги Антіоха в битві при Корупедіумі у вересні 281 р. до н.е., Вавилонія та провінції далі на схід залишалися йому вірними. Однак на заході правління Селевкідів ще не було загальновизнаним. Відомий напис з Іліона на честь Антіоха стверджує, що його правління почалося з невідомого повстання на півночі Сирії (немає жодних доказів, які б підтверджували припущення Тарна про те, що Птолемей II Філадельф був безпосередньо відповідальним за ці потрясіння). Хоча Антіох придушив повстання, він прибув до Малої Азії занадто пізно, щоб відновити там повну владу Селевкідів. Мала Азія та Фракія були придбані його батьком лише роком раніше. Васальні держави Віфінія та Понт стали автономними царствами. Деякі міста, зокрема Мілет, визнали сюзеренітет Птолемеїв. Відбулася коротка та безрезультатна війна з Антігоном II Гонатом (у 281/280 р. до н.е.), де флот Антіоха був розбитий. Антіох також не зміг впоратися з вбивцею свого батька, Птолемеєм Керавном, який зміг захопити Фракію і навіть Македонію з своїм новим союзником, віфінським царем Нікомедом I (279 до н. е.). Щоб зміцнити те, що залишилося, Антіох побудував укріплені міста вздовж Царської дороги, головної магістралі, що з'єднувала Сирію та Месопотамію з Сардами, адміністративним центром Малої Азії Селевкідів.
Антіох поховав свого батька в Селевкії в Пієрії та встановив культ на його гробниці. Він висунув Аполлона божеством-покровителем своєї династії, поширюючи ідею Аполлона про батьківство свого обожненого батька. Ймовірно, саме він запровадив Еру Селевкідів, першу систему безперервного літочислення. Епоха Селевкідів розпочалася з повернення його батька до Вавилона в 312/311 р. до н.е., що свідчить про те, що з Селевком почалася нова ера в історії – «золота доба». Як і його сучасник і суперник Птолемей II Філадельф, Антіох був відомим покровителем мистецтв, приймаючи при своєму дворі, наприклад, поета Арата із Сол наприкінці 270-х рр. до н.е. Він також доручив халдейському жерцю Беросу скласти «Babyloniaka» – історію Вавилонії в трьох книгах, написану грецькою мовою.
Антіох підтримував добрі стосунки з багатьма містами, як грецькими полісами в Малій Азії, так і негрецькими, такими як Вавилон. Його дипломатичні здібності заклали основу для дружби між родами Селевкідів та Антигонідів, союзу, який тривав до зникнення або розпаду держави Антигонідів через сто років. Будучи вже зятем Антігона II Гоната через шлюб зі Стратонікою, Антіох видав свою зведену сестру Філу заміж за Антігона II Гоната, щоб закріпити мирний договір 281/280 р. до н.е. Одна з його дочок пізніше вийшла заміж за наступника Антігона II Гоната, Деметрія II Етолійського. Інша дочка, Апама II, була видана заміж за Магаса, правителя Кирени, приблизно у 276 р. до н.е.
Разом з Магасою Антіох воював у першій війні Селевкідів та Птолемеїв, відомій як Сирійські війни. Причини Першої сирійської війни (274 – 271 рр. до н.е.) невідомі. Військові дії розпочав Птолемей II Філадельф, але, можливо, його спровокував союз між Антіохом та Магасом. Війна залишилася безрезультатною, хоча Птолемей II здобув деякі позиції в Леванті та Малій Азії, а також захопив Кілікію і Дамаск (у 275 р. до н.е. все ж поверне ці міста під свою владу). Проте вторгнення до Анатолії галатів змусило вчорашніх суперників замиритися з Антіохом. До, під час або після цього конфлікту Антіох здобув величезний престиж, коли розгромив галатську армію в так званій «Битві слонів» у Малій Азії. Військо галатів просто розбіглося, вперше побачивши бойових слонів. Хоча невідомо, де і коли саме відбулася ця битва – запропоновано різні дати від 276 до 268 року до н.е., жодна з яких не підтверджена переконливими доказами – і хоча її наслідки обговорюються, очевидно, що Антіох зміг пропагувати її як вирішальну перемогу божественного порядку над варварським хаосом. Письменник Симонід з Магнесії оспівував перемогу Антіоха над галатами в епічній поемі, яка перегукується з поемою Лукіана «Zeuxis». Перемога, яка, ймовірно, спонукала Антіоха прийняти титул Сотера (дав.-гр. Σωτήρ), «Спасителя» або «Рятівника», значно посилила його популярність, а отже, і його владу в Малій Азії.
Пізніші роки Антіоха були неспокійними. У 267/266 р. до н.е. він стратив свого старшого сина та співправителя Селевка (можливо, запідозривши в зраді), щоб мати змогу призначити іншого сина, Антіоха ІІ, своїм співправителем-басилевсом та наступником. Були також військові невдачі. Евмен I, новий династ стратегічно важливої фортеці Пергам у Мізії, проголосив себе незалежним у 263 р. до н.е. та переміг Антіоха в битві біля Сард через рік. У 262/261 р. до н.е. Птолемей взяв під контроль Ефес. Антіох I Сотер помер, нібито від розпачу, у 261 р. до н.е. Його наступником став син Антіох II Теос, який уже був його співправителем близько п'яти років.

## Образ у мистецтві
Його кохання до своєї мачухи Стратоніки надихало багатьох митців епохи неокласицизму, зокрема, Жака-Луї Давида.